# Parvilux ingens
Parvilux ingens är en fiskart som beskrevs av Hubbs och Wisner, 1964. Parvilux ingens ingår i släktet Parvilux och familjen prickfiskar. Inga underarter finns listade i Catalogue of Life.